# Víctor Muñoz
Víctor Muñoz Manrique (Zaragoza, 15 maart 1957) is een voormalig  profvoetballer. Hij speelde als middenvelder.

## Loopbaan als voetballer

### Clubvoetbal
Víctor Muñoz begon zijn loopbaan als profvoetballer in 1978 bij Real Zaragoza. In 1981 werd de middenvelder gecontracteerd door FC Barcelona. Hij won bij de Catalaanse club in 1985 de Spaanse landstitel, in 1983 de Copa del Rey, in 1983 en 1986 de Copa de la Liga, in 1983 de Supercopa de España en de Europa Cup II in 1982. In 1986 was Víctor Muñoz bovendien basisspeler in de verloren Europa Cup I-finale tegen Steaua Boekarest. In 1988 vertrok hij naar het Italiaanse Sampdoria. In zijn eerste seizoen bij deze club haalde Víctor Muñoz de finale van de Europa Cup II, waarin zijn oude club FC Barcelona echter te sterk was. Na een seizoen bij het Schotse St. Mirren FC in 1990/1991, keerde Víctor Muñoz in 1992 terug bij Real Zaragoza. Bij deze club sloot hij een jaar later zijn loopbaan als profvoetballer af.  

### Nationaal elftal
Víctor Muñoz speelde zestig interlands voor het Spaans nationaal elftal, waarin hij drie keer doel trof. Hij debuteerde op 25 maart 1981 tegen Engeland. Víctor Muñoz behoorde tot de Spaanse selecties voor het wereldkampioenschap 1986 en de Europees kampioenschappen van 1984 en 1988. De middenvelder speelde op 17 juni 1988 tegen de DDR zijn laatste interland.

## Loopbaan als trainer
Víctor Muñoz begon als trainer bij RCD Mallorca in 1995. In 1997 vertrok hij naar CD Logroñés, waar de Spanjaard slechts één seizoen bleef. Na periodes bij UE Lleida (1998-2000) en Villarreal CF (2000-2003) kwam Víctor Muñoz in 2004 bij zijn oude club Real Zaragoza. Hier won hij zijn eerste prijzen als trainer in de vorm van de Copa del Rey (seizoen 2003/04) en de Supercopa de España. In het seizoen 2006/2007 was Víctor Muñoz in dienst bij Panathinaikos FC. In juni 2007 werd hij aangesteld tot coach van Recreativo Huelva, waar hij in februari 2008 ontslagen werd. Tegenwoordig is hij trainer van Real Zaragoza
1 Arconada  ·
2 Urquiaga ·
3 Camacho ·
4 Maceda ·
5 Goikoetxea ·
6 Gordillo ·
7 Señor ·
8 Víctor Muñoz · 
9 Santillana ·
10 Gallego ·
11 Carrasco ·
12 Salva ·
13 Buyo ·
14 Julio Alberto ·
15 Roberto ·
16 Francisco ·
17 Alonso ·
18 Butragueño ·
19 Sarabia ·
20 Zubizarreta ·
Coach: Miguel Muñoz
1 Zubizarreta ·
2 Tomás ·
2 Camacho  ·
4 Maceda ·
5 Víctor Muñoz ·
6 Gordillo ·
7 Señor ·
8 Goikoetxea · 
9 Butragueño ·
10 Carrasco ·
11 Julio Alberto ·
12 Setién ·
13 Urruti ·
14 Gallego ·
15 Chendo ·
16 Rincón ·
17 Francisco ·
18 Calderé ·
19 Salinas ·
20 Eloy ·
21 Míchel ·
22 Ablanedo ·
Coach: Miguel Muñoz
1 Zubizarreta ·
2 Tomás ·
2 Camacho  ·
4 Andrinúa ·
5 Víctor Muñoz ·
6 Calderé ·
7 Salinas ·
8 Sanchís · 
9 Butragueño ·
10 Eloy ·
11 Gordillo ·
12 Rodríguez ·
13 Buyo ·
14 Gallego ·
15 Eusebio ·
16 Bakero ·
17 Begiristain ·
18 Soler ·
19 Vázquez ·
20 Míchel ·
Coach: Miguel Muñoz